# Иванешти (Муреш)
Иванешти (рум. Ivănești) насеље је у Румунији у округу Муреш у општини Ливезени. Oпштина се налази на надморској висини од 353 m.

## Становништво
Према подацима из 2002. године у насељу је живело 306 становника.

### Попис2002.
| Расподела становништва по националности 2002.‍ | Расподела становништва по националности 2002.‍ | Расподела становништва по националности 2002.‍ | Расподела становништва по националности 2002.‍ | Расподела становништва по националности 2002.‍ |
| --------------------------------------------- | --------------------------------------------- | --------------------------------------------- | --------------------------------------------- | --------------------------------------------- |
|                                               |                                               |                                               |                                               |                                               |
| Румуни                                        | Румуни                                        |                                               | 154                                           | 50,3%                                         |
| Мађари                                        | Мађари                                        |                                               | 107                                           | 35,0%                                         |
| Роми                                          | Роми                                          |                                               | 45                                            | 14,7%                                         |